# Luis Bedoya Reyes

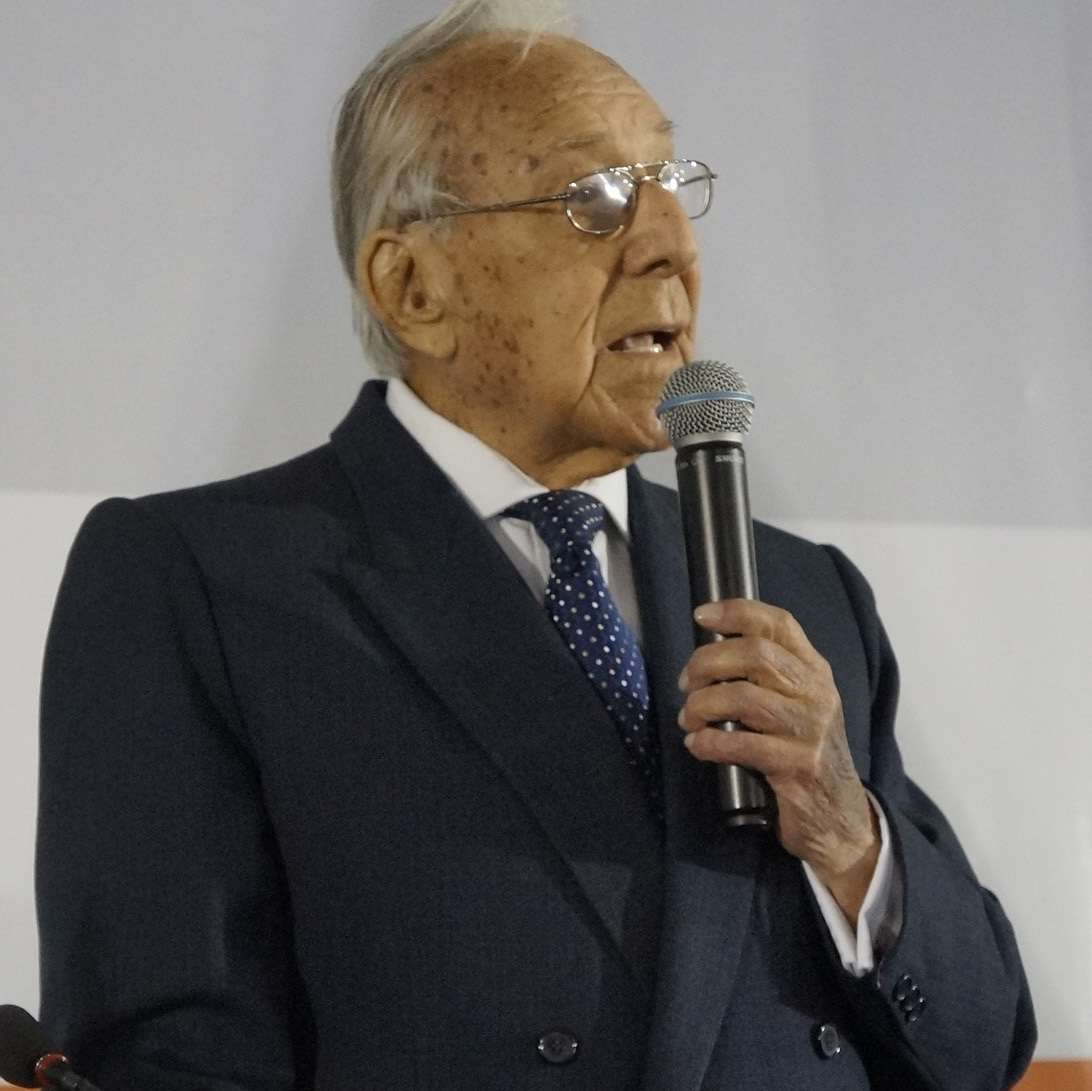
Luis Bedoya Reyes (2016)

Luis Bedoya Reyes (* 20. Februar 1919 in Chucuito, Distrikt La Punta; † 18. März 2021) war ein peruanischer Rechtsanwalt und Politiker, der unter anderem zwischen 1964 und 1969 Bürgermeister von Lima war. Er gründete 1966 die Partido Popular Cristiano (PPC) und war sowohl 1980 als auch 1985 Kandidat für das Amt des Staatspräsidenten von Peru.

## Leben
Luis Bedoya Reyes absolvierte seine schulische Ausbildung in Chucuito und Lima und begann danach ein Geschichtsstudium sowie ein Studium der Rechtswissenschaften an der Universidad Nacional Mayor de San Marcos (UNMSM) in Lima, die er 1942 mit einem Litterarum Doctor sowie dem Anwaltsexamen abschloss. Im Anschluss war er als Lehrer an der Militärschule Leoncio Prado sowie als Dozent für Geschichte an der Päpstlichen Katholischen Universität von Peru (PUCP) tätig. 1944 gehörte er zu den Mitgründern der politischen Tageszeitung Jornada, die den erfolgreichen Präsidentschaftswahlkampf von José Luis Bustamante y Rivero unterstützte. Er war 1948 kurzzeitig Pressesekretär von Staatspräsident Bustamante, ehe dieser am 29. Oktober 1948 in einem Staatsstreich vom bisherigen Minister für Inneres und Polizei Manuel Apolinario Odría Amoretti gestürzt wurde. Danach war er als Rechtsanwalt tätig.
1956 gehörte Bedoya Reyes zu den Mitgründern der Christdemokratischen Partei PDC (Partido Demócrata Cristiano), deren erster Generalsekretär er wurde und die 1956 sowie 1962 die Präsidentschaftskandidaturen des Bewerbers der Acción Popular Fernando Belaúnde Terry unterstützte. Während der Amtszeit von Staatspräsident Belaúnde Terry fungierte er zwischen dem 28. Juli und dem 31. Dezember 1963 als Minister für Justiz und Religion (Ministro de Justicia y Culto). Im Anschluss wurde er als Nachfolger von Anita Fernandini de Naranjo zum Bürgermeister von Lima gewählt und bekleidete dieses Amt vom 1. Januar 1964 bis zum 31. Dezember 1969, woraufhin Eduardo Dibós Chappuis seine Nachfolge antrat. Während dieser verließ er die Partido Demócrata Cristiano und gründete stattdessen die Christliche Volkspartei PPC (Partido Popular Cristiano).
Am 28. Juli 1978 wurde Luis Bedoya Reyes nach Víctor Raúl Haya de la Torre von der Amerikanischen Revolutionären Volksallianz APRA (Alianza Popular Revolucionaria Americana) mit dem zweitbesten Stimmergebnis zum Mitglied der Verfassunggebenden Versammlung (Asamblea Constituyente) gewählt, der er bis zum 26. Juli 1980 angehörte. Bei den Wahlen am 18. Mai 1980 kandidierte er für seine Christliche Volkspartei PPC für das Amt des Staatspräsidenten, belegte aber nach Fernando Belaúnde Terry von der Acción Popular (1.793.190 Stimmen, 44,9 Prozent) und Armando Villanueva del Campo von der APRA (1.087.188 Stimmen, 27,2 Prozent) mit 382.547 Stimmen (9,6 Prozent) nur den dritten Platz. Bei den Wahlen am 14. April 1985 bewarb er sich abermals für das Amt des Staatspräsidenten und lag auch diesmal nach Alan García von der APRA (3.452.111 Stimmen, 53,1 Prozent) und Alfonso Barrantes Lingán von der Izquierda Unida (1.605.139 Stimmen, 24,7 Prozent) mit 773.313 Stimmen (11,9 Prozent) lediglich auf dem dritten Platz.